# Sceliomorpha hirtipes
Sceliomorpha hirtipes är en stekelart som beskrevs av Jean-Jacques Kieffer 1909. Sceliomorpha hirtipes ingår i släktet Sceliomorpha och familjen Scelionidae. Inga underarter finns listade i Catalogue of Life.